# 聖米格爾德阿連德
聖米格爾德阿連德（西班牙語：San Miguel de Allende）是墨西哥中部的一個直轄市，由瓜納華托州負責管轄，距離首都墨西哥城274公里，始建於1541年，海拔高度1,907米，2005年人口139,297。

## 世界遺產
為了保護皇家內陸大道，16世紀時，在今日的聖米格爾德阿連德，建立了一個設有駐防的衛城，至18世紀達到頂盛，城內建造了許多傑出的墨西哥式巴洛克風格宗教與市民建築，其中有些建築物更是從巴洛克演變到新古典風格的傑作。距離衛城14（8.7英里）的阿托托尼爾科拿撒勒人耶穌聖堂，同樣可追溯至18世紀，也是新西班牙巴洛克藝術與建築的典範，此地包括有一座大教堂與數間小聖堂，建築物內布滿油畫與壁畫，油畫是出自新西班牙著名畫家胡安·羅德里格斯·華雷斯之手，而壁畫是由米格爾·安東尼奧·馬丁內斯·德·頗卡桑惹（Miguel Antonio Martínez de Pocasangre）所繪製。由於這裡的地理位置，造就了聖米格爾德阿連德成為西班牙人、克里奧爾人與印地安人的文化熔爐，而阿托托尼爾科拿撒勒人耶穌聖堂，成為歐洲與拉丁美洲文化交匯的特殊例子，它的建築和室內裝飾，則見證聖依納爵·羅耀拉教義的影響。

### 登録基準
该世界遗产被认为满足世界遺產登錄基準中的以下基準而予以登錄：
- （ii）在某期间或某种文化圈里对建筑、技术、纪念性艺术、城镇规划、景观设计之发展有巨大影响，促进人类价值的交流。
- （iv）关于呈现人类历史重要阶段的建筑类型，或者建筑及技术的组合，或者景观上的卓越典范。

## 外部連結
- Portal del Ayuntamiento de San Miguel de Allende （页面存档备份，存于） Official website (in Spanish)
- San Miguel Events Calendar （页面存档备份，存于） San Miguel de Allende Calendar of Events (in English and Spanish)
- San Miguel de Allende Travel Guide （页面存档备份，存于） San Miguel de Allende Travel Guide (in English and Spanish)
- San Miguel de Allende Search （页面存档备份，存于） Search for information on San Miguel